# Gerasa

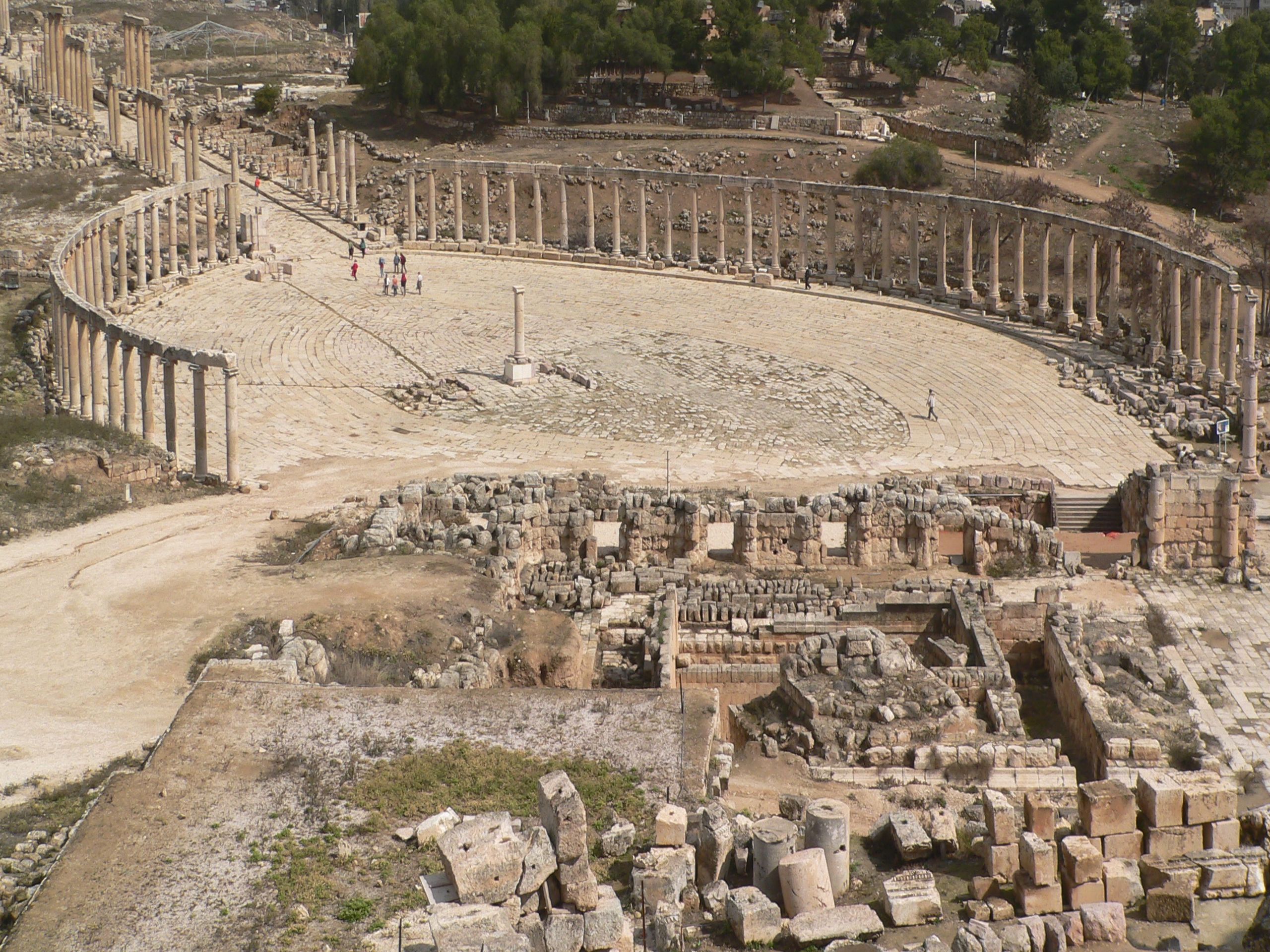
Ovales Forum, Gerasa

Gerasa oder Jerasch (arabisch جرش Dscharasch, DMG Ǧaraš, auch Jarash und Jerash) ist eine Stadt im Norden Jordaniens, etwa 40 Kilometer nördlich von Amman. Sie hat etwa 40.000 Einwohner und ist Verwaltungszentrum des Gouvernement Dscharasch. Vom 2. Jahrhundert v. Chr. bis zum 8. Jahrhundert n. Chr. war die antike Vorgängerstadt Gerasa durchgängig besiedelt. Gerasa ist die besterhaltene Stadt der Dekapolis und nach Petra die am meisten besuchte archäologische Stätte in Jordanien.

## Name
Der Ortsname Γέρασα Gérasa stammt aus einer semitischen Sprache und wird als „Weide“ oder „Trift“ interpretiert. In einer nabatäischen Steleninschrift aus Petra, die versuchsweise ins 1. Jahrhundert v. Chr. datiert wird, lautet er Garšu. Die Identifikation des modernen Jerash mit dem antiken Gerasa beruht auf der Ähnlichkeit des arabischen und des griechischen Namens und wird bestätigt durch Inschriften vor Ort. Der Name der Stadt in römischer Zeit war Antiochia am Chrysorrhoas, genauer: „die Polis der Antiochener am Fluss Chrysorrhoas, vormals die der Gerasener (τῶν πρότερον Γερασηνῶν), heilig und unverletzlich (ἱερὰ καὶ ἄυλος).“ Dies bedeutete, dass das Bürgerrecht von Gerasa nach dem Vorbild Antiochias gestaltet war.
Das spätantike und byzantinische Gerasa war Bischofssitz; ein Bischof namens Placcus (oder Plancus) nahm 451 am Konzil von Chalcedon teil. Im Jahr 1749 wurde das römisch-katholische Titularbistum Gerasa neu geschaffen.

## Lage und Bedeutung
Das antike Gerasa ist die besterhaltene Dekapolisstadt; ihre Bezeugung in antiken Quellen ist allerdings vergleichsweise gering. Sie lag an beiden Ufern des Wadi Jerasch (des antiken Chrysorrhoas) in einer durch die Adschlun-Berge gut mit Feuchtigkeit versorgten und daher sehr fruchtbaren Ebene. Die im ausgehenden 19. Jahrhundert entstandene moderne Stadt überbaute die antiken Ruinen auf dem Ostufer, während jene auf dem Westufer weitgehend erhalten blieben. Drei Straßen, von denen Meilensteine, Wachttürme und abschnittsweise auch die antike Pflasterung erhalten sind, bezogen Gerasa in das römische Straßennetz ein. Sie führten nach Pella, Philadelphia und über Adraa nach Bostra. Der Fahrdamm beiderseits eines Mittelstreifens war 5,80 bis 6 Meter breit und bestand aus großen, flach verlegten Steinblöcken in einem Bett aus aufrechtgestellten kleinen Steinen. Der Straßenbelag war eine 15 bis 20 cm aufgeschüttete Mischung von Kies, Split und Erde. Diese Routen wurden auf dem Territorium der Stadt Gerasa seit der Regierungszeit Trajans ausgebaut und mindestens bis ins 4. Jahrhundert instand gehalten.

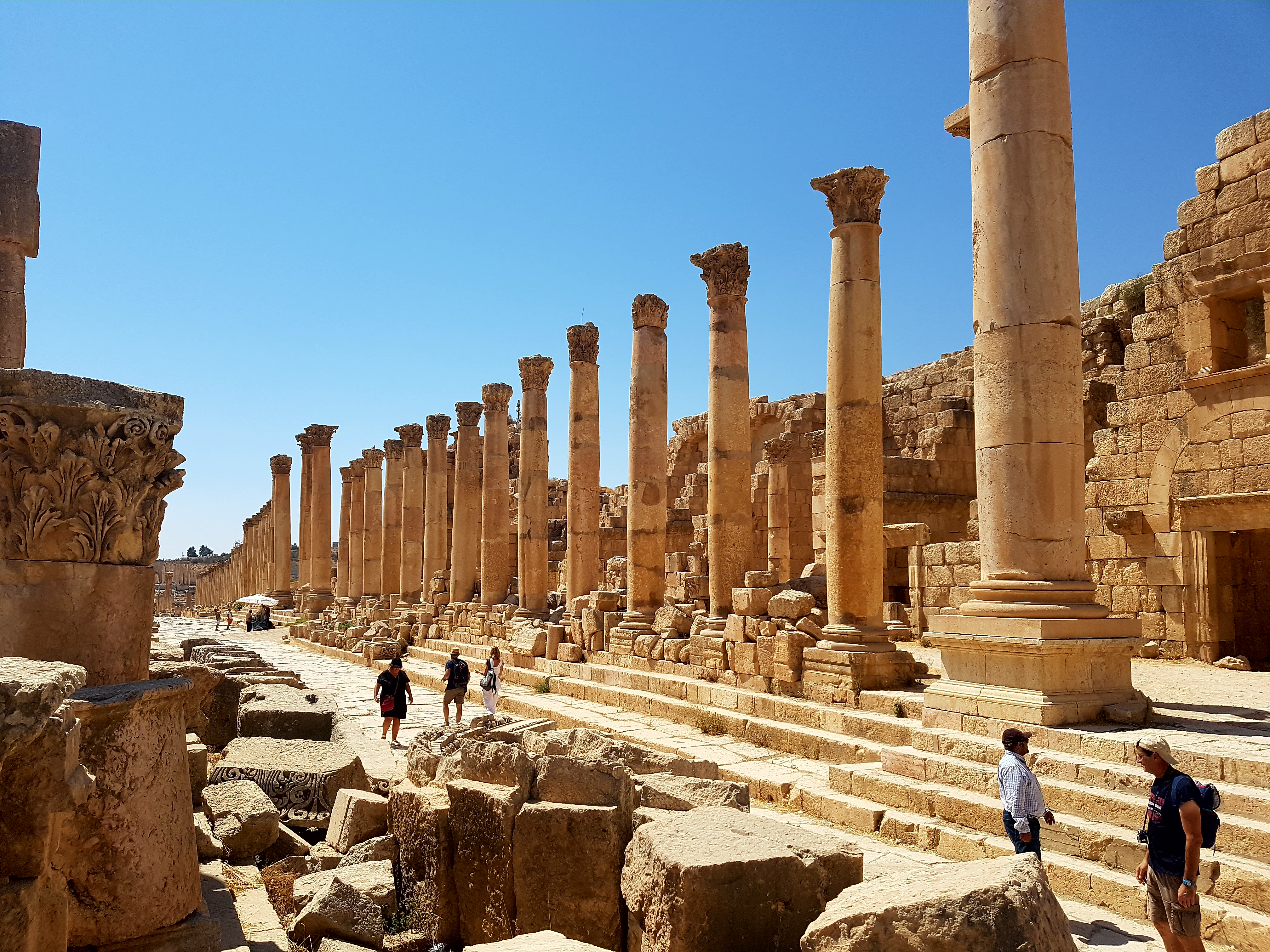
Die Säulenstraße.

Die Grenzen des Territoriums von Gerasa sind – recht ungewöhnlich – durch 40 gleichförmige Stelen markiert, welche die Buchstaben ΠΟΓΕ (Abkürzung für Πόλις Γερασηνῶν oder Πόλεως Γερασηνῶν, „(der) Stadt der Gerasener“) tragen. In dem so markierten Umland der Stadt lagen Dörfer und kleine Siedlungen, deren zahlreiche Weinkeltern und Olivenpressen dokumentieren, was hier vorrangig angebaut wurde.

## Siedlungsgeschichte
Erste Spuren menschlicher Besiedlung sind für die ausgehende Mittelbronzezeit und Spätbronzezeit nachgewiesen. Die Keramik (white slip, chocolate on white) deutet darauf hin, dass enge Beziehungen zu den Bewohnern des Jordangrabens bestanden. In der Spätbronzezeit und Eisenzeit gab es eine weit ausgedehnte Siedlung, die unter anderem im Bereich des Zeus-Tempels, beim Südtor, und der Kolonnadenstraße vor dem Macellum nachgewiesen wurde. Die Keramik zeigt eine Mischung von lokaler Produktion und importierter Luxusware, wie es auch für Amman und Irbid kennzeichnend ist. Für die persische und frühhellenistische Zeit ist keine Besiedlung nachgewiesen, so dass eine angebliche Gründung im späten 4. Jahrhundert v. Chr. durch Perdikkas, einen General Alexanders des Großen, nicht durch die Archäologie gestützt wird. Die durchgehende Besiedlung beginnt demnach im 2. Jahrhundert v. Chr. und reicht mindestens bis ins 8. Jahrhundert n. Chr. In einem spätantiken Geschichtskonstrukt, das sich auch in Quellentexten niedergeschlagen hat, leiteten die Gerasener den Namen ihrer Stadt von Veteranen (gerontes), die Alexander hier angesiedelt habe, ab, errichteten dem Perdikkas eine Statue und stellten Alexander als vermeintlichen Stadtgründer auf ihren Münzen dar.
Jacques Seigne datiert die „Gründung“ von Gerasa bzw. der hellenistischen Polis Antiocheia am Chrysorrhoas in die Regierungszeit des Seleukidenkönigs Antiochos IV. (175–164). Dieser ließ zahlreiche Städte in Poleis umwandeln, so neben Jerusalem und Babylon wohl auch Gerasa, das nun rasch erblühte. Das Seleukidenreich befand sich damals bereits in einer Krise, und in seinen Randgebieten gewannen Judäa (unter den Hasmonäern) und die Nabatäer an Autonomie. Das nördliche Transjordanien, die Galaaditis, in der Gerasa lag, gehörte bald zum Interessengebiet beider Reiche. Bei einem Feldzug in Transjordanien nahm der Hasmonäer Alexander Jannäus im frühen 1. Jahrhundert v. Chr. die Galaaditis ein. Der Nabatäerkönig Obodas I. besiegte Jannäus im Jahr 93 v. Chr. bei Gadara und beanspruchte danach die Galaaditis mit Gerasa für sich. Die Präsenz der Nabatäer scheint hier aber nur schwach gewesen zu sein; es ging ihnen vielleicht nur um die Sicherung der Königsstraße. Jannäus unternahm einen weiteren Feldzug in die Galaaditis und nahm Gerasa und Dion ein. In Städten seines Herrschaftsgebiets führte er eine Zwangsjudaisierung durch; wo dies auf Widerstand stieß, so in Pella, wurde die Stadt zerstört. „Anders als die nabatäische Inbesitznahme der Galaaditis führte somit die hasmonäische Okkupation zu gravierenden Eingriffen und Veränderungen für die Bevölkerung dieses Gebietes.“

Nach seiner Einnahme Jerusalems im Jahr 63 ordnete Pompeius die Verhältnisse in der Region neu. Hasmonäer und Nabatäer behielten als Klientelkönigreiche eine Teilautonomie, aber die von den Hasmonäern in Transjordanien eroberten Gebiete wurden aus ihrem Reich ausgegliedert. Die seleukidische Provinz Koilesyrien wurde restituiert, weil die Römer als Rechtsnachfolger darauf selbst Ansprüche erhoben. Das war, so Robert Wenning, noch nicht die Gründung der Dekapolis, schuf aber die Voraussetzungen dafür. Denn in einer Reaktion auf die Expansion des Reichs Herodes’ des Großen begann eine Stadt nach der anderen, eigene Münzen zu prägen, die nach der pompejanischen Ära datieren, und sich so als prorömisch und eigenständig zu profilieren. Die eigene Münzprägung Gerasas begann 67/68 mit pseudoautonomen Münzen unter Nero und wurde unter den folgenden Kaisern bis Elagabal fortgesetzt. 

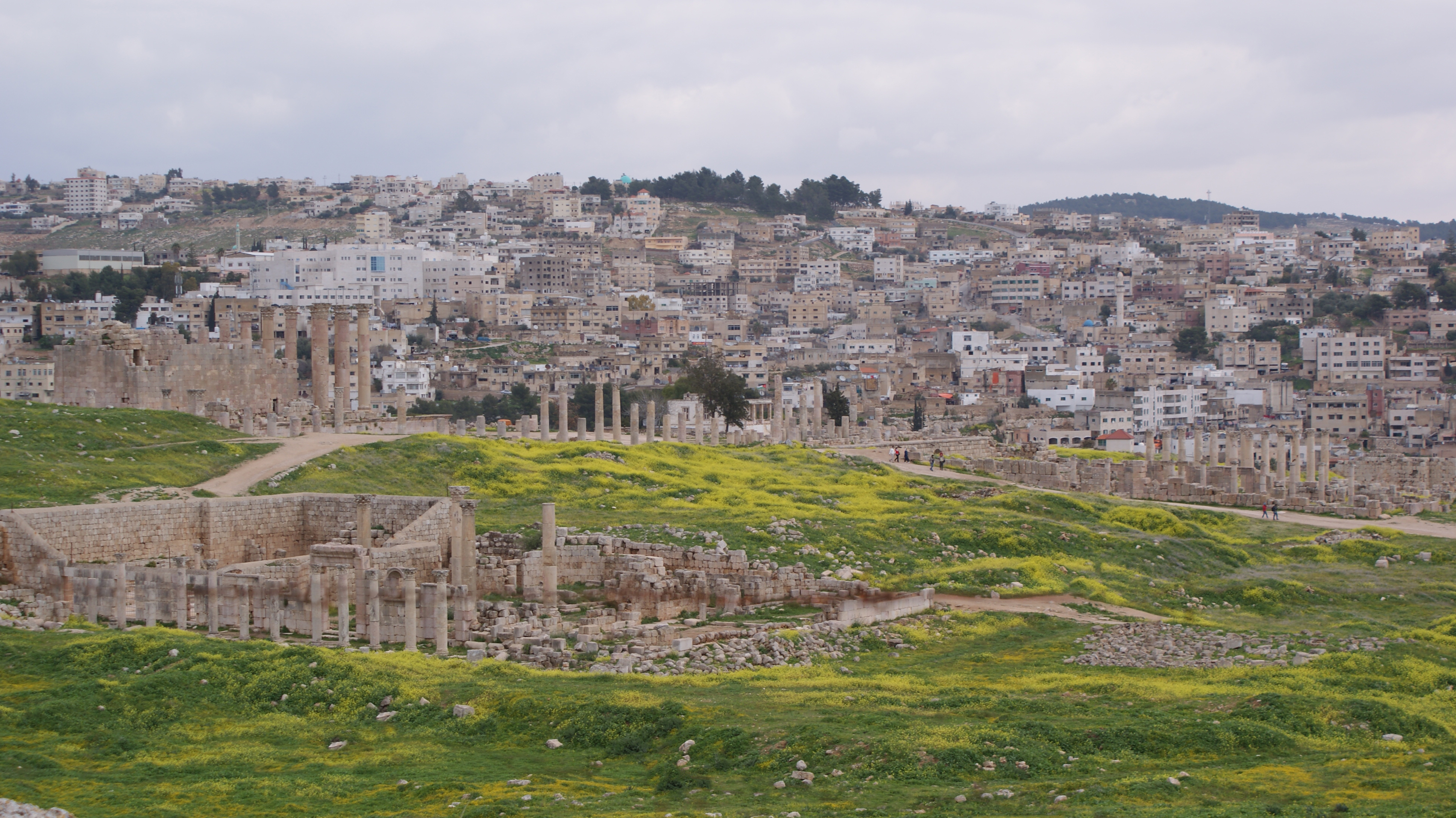
Die Ruinen der antiken Stadt vor der modernen Stadt

Während des Jüdischen Krieges griffen die Aufständischen laut Josephus Gerasa an; er hebt hervor, dass sich die Gerasener, anders als in anderen Dekapolisstädten, nicht an den jüdischen Einwohnern dafür rächten. Ebenfalls laut Josephus stammte Schimon bar Giora, einer der Anführer der Zeloten, aus Gerasa; da aber keine besonderen Beziehungen Schimons ins Ostjordanland bekannt sind und seine Machtbasis in der Akrabatene lag, vermutet Gideon Fuks, dass ein dort gelegenes Dorf Gerasa, das heutige Jureish 35 km nordöstlich von Jerusalem, gemeint sei.
Im Jahr 106 n. Chr. wurde Gerasa Teil der neuen römischen Provinz Arabia Petraea. Im Schutz der Pax Romana scheint Gerasa eine offene Stadt ohne Befestigungsanlagen gewesen zu sein. In den folgenden Jahrzehnten führten die römischen Expansionskriege in Vorderasien zu einem weiteren Bedeutungsgewinn; es entstanden gut ausgebaute Straßen nach Pella, Philadelphia, Dion und zur Provinzhauptstadt Bos(t)ra. Kaiser Hadrian stattete der Stadt im Winter 129/130 einen Besuch ab. In der Spätantike änderte sich die politische Situation in der Region grundlegend und die Stadt verlor an Bedeutung. Dennoch blieb die Oberschicht wohlhabend. In diese Zeit fällt auch die Durchsetzung des Christentums und der Bau vieler Kirchen in der Stadt.
Zwischen 613 und 630 beherrschten die Sassaniden den Ort. Bald nach 636 fiel die Stadt dann an die muslimischen Araber. Nach einem Erdbeben im Jahr 658 wurde die sogenannte Kathedrale von Gerasa aufgegeben. Die danach wieder instandgesetzte Portikus überließ man ab der ersten Hälfte des 8. Jahrhunderts sich selbst, zeitweise wurde der Bereich als Deponie verwendet. Ein erneutes Erdbeben 749 führte zum Einsturz des Baus. Das Erdbeben von 749 hatte wie für die gesamte Region auch für Gerasa verheerende Folgen. Allerdings zeigen jüngere Forschungen, dass es nicht zu einem abrupten Siedlungsabbruch kam, sondern eher eine längere Phase des Niedergangs einsetzte.
In der Kreuzfahrerzeit scheint Gerasa unbewohnt geblieben zu sein. Fulcher von Chartres und Wilhelm von Tyrus erwähnen allerdings eine Episode, wonach im Jahr 1121 König Balduin II. eine Festung in Gerasa einnahm und anschließend zerstörte, die erst im Jahr zuvor durch Tughtigin, den Atabeg von Damaskus erbaut worden war. Diese Festung ist bisher archäologisch nicht nachweisbar.
Aus ayyubidisch-mamlukischer Zeit ist ebenfalls Bebauung nachweisbar. Bereits zu Beginn des 13. Jahrhunderts ist die Stadt nach Angaben des Yāqūt al-Ḥamawī aber völlig verlassen. Gegen Ende des 19. Jahrhunderts wurden auch in Gerasa Tscherkessen angesiedelt, womit die neuzeitliche Wiederbesiedlung des Ortes beginnt.
Aus Gerasa stammen u. a. Schimon bar Giora und Nikomachos von Gerasa.

## Die antike Stadt

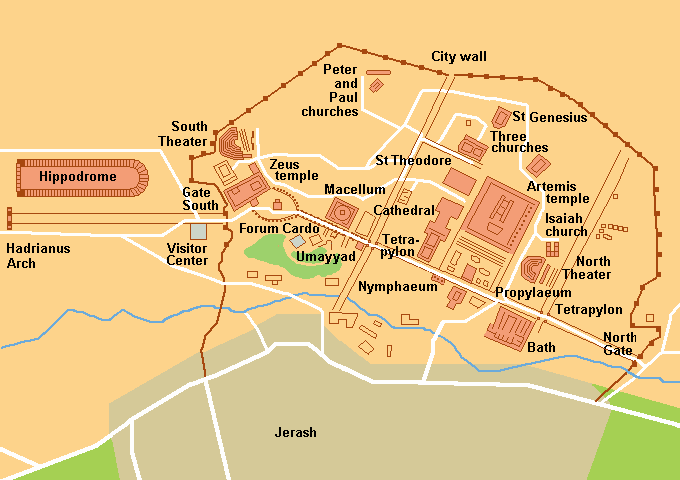
Karte von Gerasa

### Stadtbefestigung
Die Stadtmauer ist in ihrem Verlauf auf beiden Ufern des Wadi Jerasch fast vollständig erhalten. Sie ist etwa 3460 Meter lang, 2,90 Meter breit und bis auf Reparaturen aus byzantinischer Zeit einheitlich aus zweischaligem Quadermauerwerk mit Bossenschlag ausgeführt. Massive, quadratische Türme mit einer Seitenlänge von 6,10 Metern verstärken diese Mauer im Abstand von 17 bis 20 Metern. Da der Zugang 3 bis 4 Meter über dem Bodenniveau lag, erfolgte der Zugang nur durch Leitern. In einigen Türmen erhaltene Reste von Innentreppen erschlossen obere Stockwerke und vielleicht auch Wehrgänge auf den Mauern. Der Bau dieser Mauer wird ins 4. Jahrhundert datiert, einer Zeit, in der viele städtische Zentren der Region ihre Verteidigungsanlagen verstärkten.
Diese Stadtbefestigung umgibt das rund 90 Hektar große antike Stadtgebiet, von dem gut die Hälfte in einer archäologischen Schutzzone liegt (der restliche Teil ist durch die moderne Stadt Jerash überbaut). Beim Anfang 2015 begonnenen Bau einer neuen Straße auf der Westseite des alten Gerasa wurden Teile der Stadtmauer schwer beschädigt und ein Mauerabschnitt einschließlich eines antiken Turmes bis auf die Grundmauern zerstört.
Von den Stadttoren sind drei gut erhalten: das Nord-, Süd- und Osttor. Nord- und Südtor waren ursprünglich freistehende Bogenmonumente, die im frühen 2. Jahrhundert zu Ehren der Kaiser Trajan und Hadrian errichtet und im 4. Jahrhundert in die Stadtbefestigung einbezogen wurden. Das Osttor wurde als Teil der Stadtbefestigung erbaut, aber schon nach kurzer Zeit zugemauert. Unbekannt ist, durch welche Wassertore der Fluss gesichert war und wie dabei die wechselnden Wasserstände berücksichtigt wurden. Die Weihinschrift des Nordtores rühmt Kaiser Trajan als Gründer und Retter der Stadt.

#### Hadriansbogen

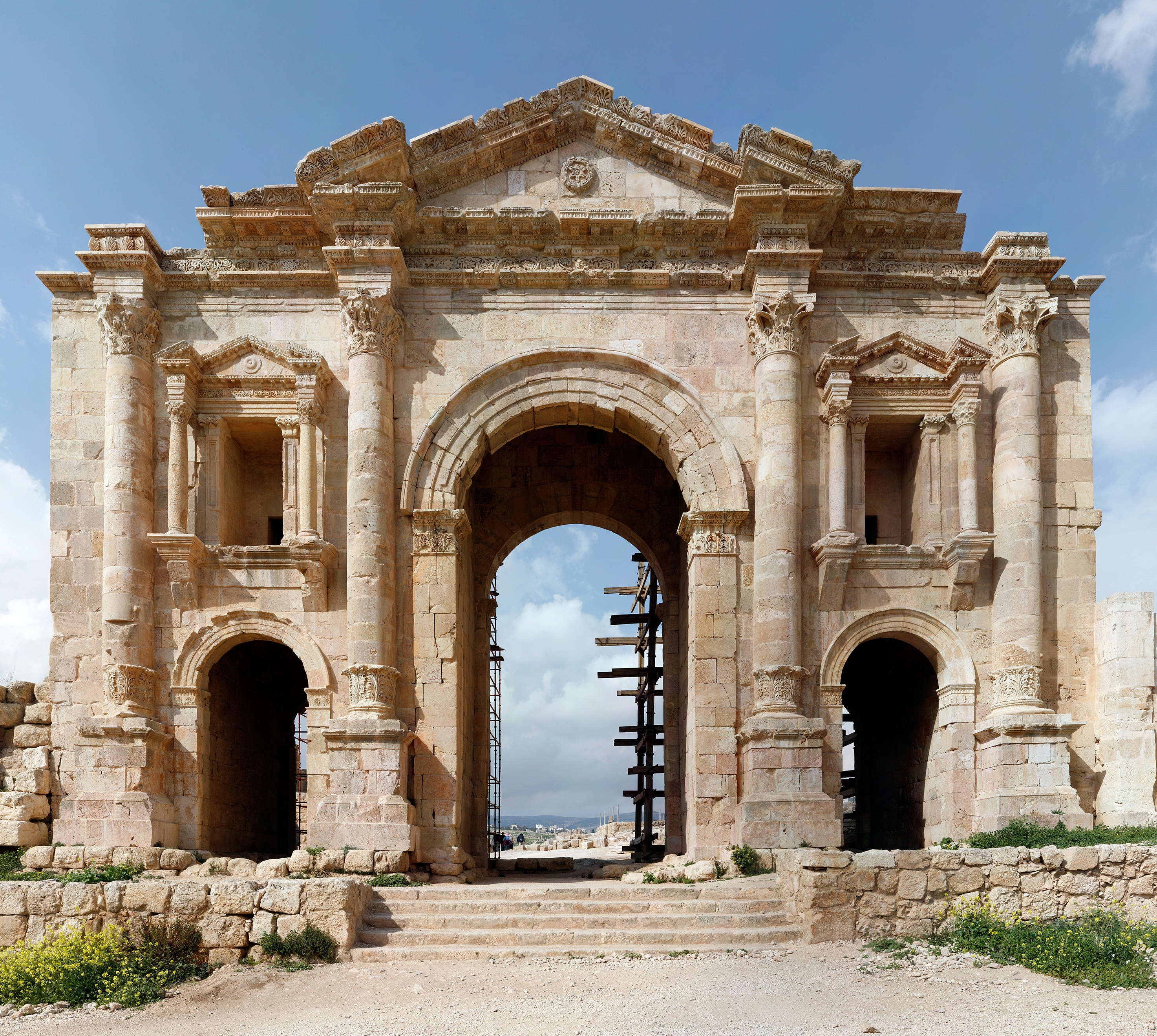
Rekonstruierter Triumphbogen im Jahr 2008

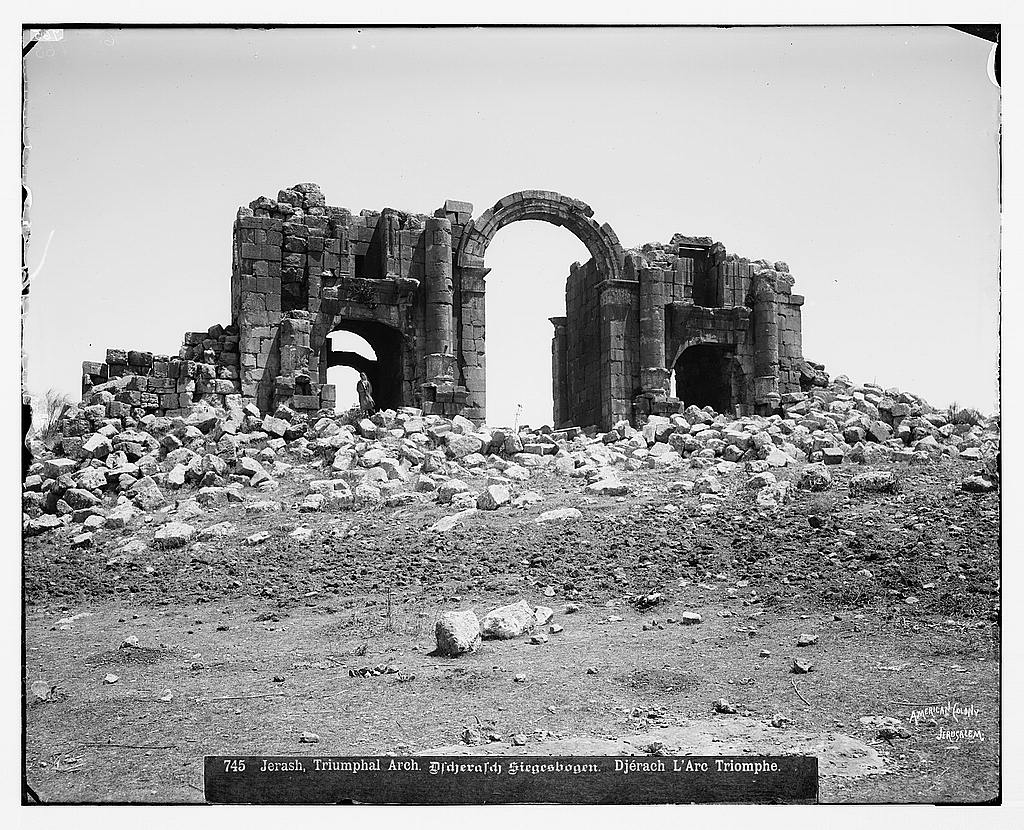
Triumphbogen zu Ehren Kaiser Hadrians, zwischen 1898 und 1914

Das Bogenmonument wurde im Winter 129/130 zu Ehren des Kaisers Hadrian erbaut, der damals die Stadt besuchte. Es befand sich außerhalb des antiken Gerasa. Ursprünglich sollte der Bogen vielleicht als neues Stadttor dienen, denn einer Inschrift zufolge wollte Hadrian ein ganzes Stadtviertel an dieser Stelle gründen. Allerdings fiel dieses Bauvorhaben offenbar einer Wirtschaftskrise zum Opfer.
Nach Restaurierungsarbeiten, die etwa von 2003 bis 2008 teilweise mit den Originalsteinen ausgeführt wurden, ragt das dreiteilige Tor wieder mit der ursprünglichen Höhe von 21 Metern empor, bei einer Gesamtbreite von über 25 Metern.

### Straßennetz
Die orthogonale Stadtanlage Gerasas wurde von den Ausgräbern zunächst als Umsetzung des hippodamischen Plans und Beleg für eine Gründung in hellenistischer Zeit gesehen. Nach Jacques Seigne verkennt dies aber, dass die Hauptachse der Stadt vom Nordtor zum Hauptheiligtum, dem Tempel des Zeus Olympos führt. Demnach wurde ein älteres, nicht systematisiertes Straßennetz ab Mitte des 2. Jahrhunderts n. Chr. durch ein pseudoorthogonales Raster überlagert.
Das ovale Forum liegt zu Füßen des Zeustempels. Seine Maße betragen 90 × 80 Meter. Das Oval ist mit Kolonnaden gesäumt. Der Platz wurde strategisch gewählt – er überdeckt eine natürliche Senke. Um diese auszugleichen, wurde das Forum auf 6 bis 8 Meter hohem Unterbau errichtet. Der birnenförmige Umriss ist dabei untypisch für ein römisches Forum, da die Römer regelmäßigere Formen bevorzugten. Nach der Meinung vieler Archäologen ist das Forum oval, um den Zeustempel mit dem römischen Teil der Stadt auf einer Nord-Süd-Achse zu verbinden.
Als orientalische Stadt besaß Gerasa keine Agora. Die an mehreren Stellen nachgewiesenen Läden säumten die Straßen und umgaben öffentliche Gebäude, wie das Nymphäum. In einer Ladenreihe zwischen dem Ovalen Platz und dem Südtor war eine Holzwerkstatt untergebracht, in der bei den Grabungen 1982/1983 Reste zahlreicher Werkzeuge (Sägen, Bohrer, Äxte, Beile, Zirkel) gefunden wurden. Zwischen dem Ovalen Platz und dem südlichen Tetrapylon befand sich ein großes öffentliches Gebäude, das wegen seines typischen Grundrisses als Macellum interpretiert wird.

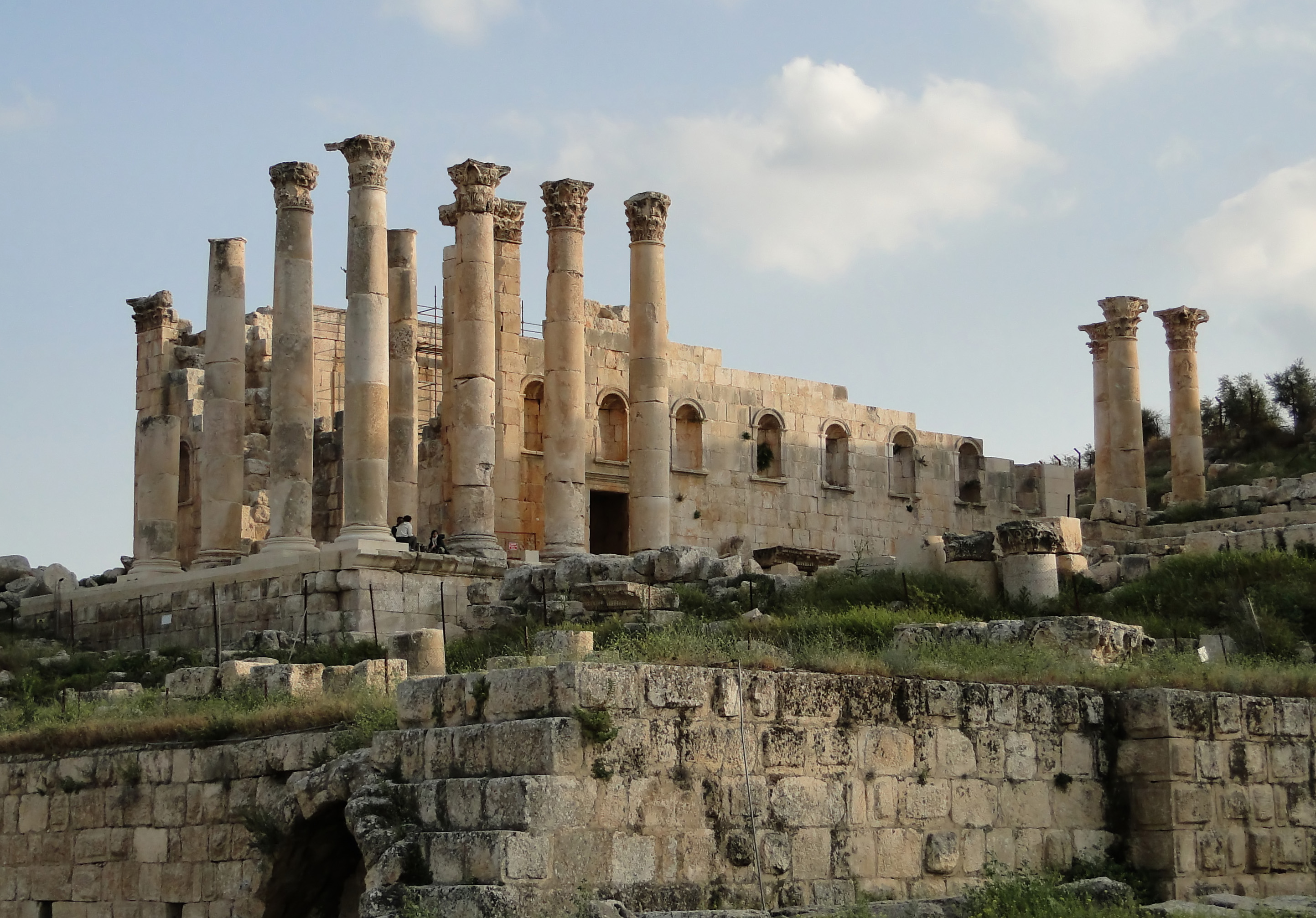
Jupiter-Tempel

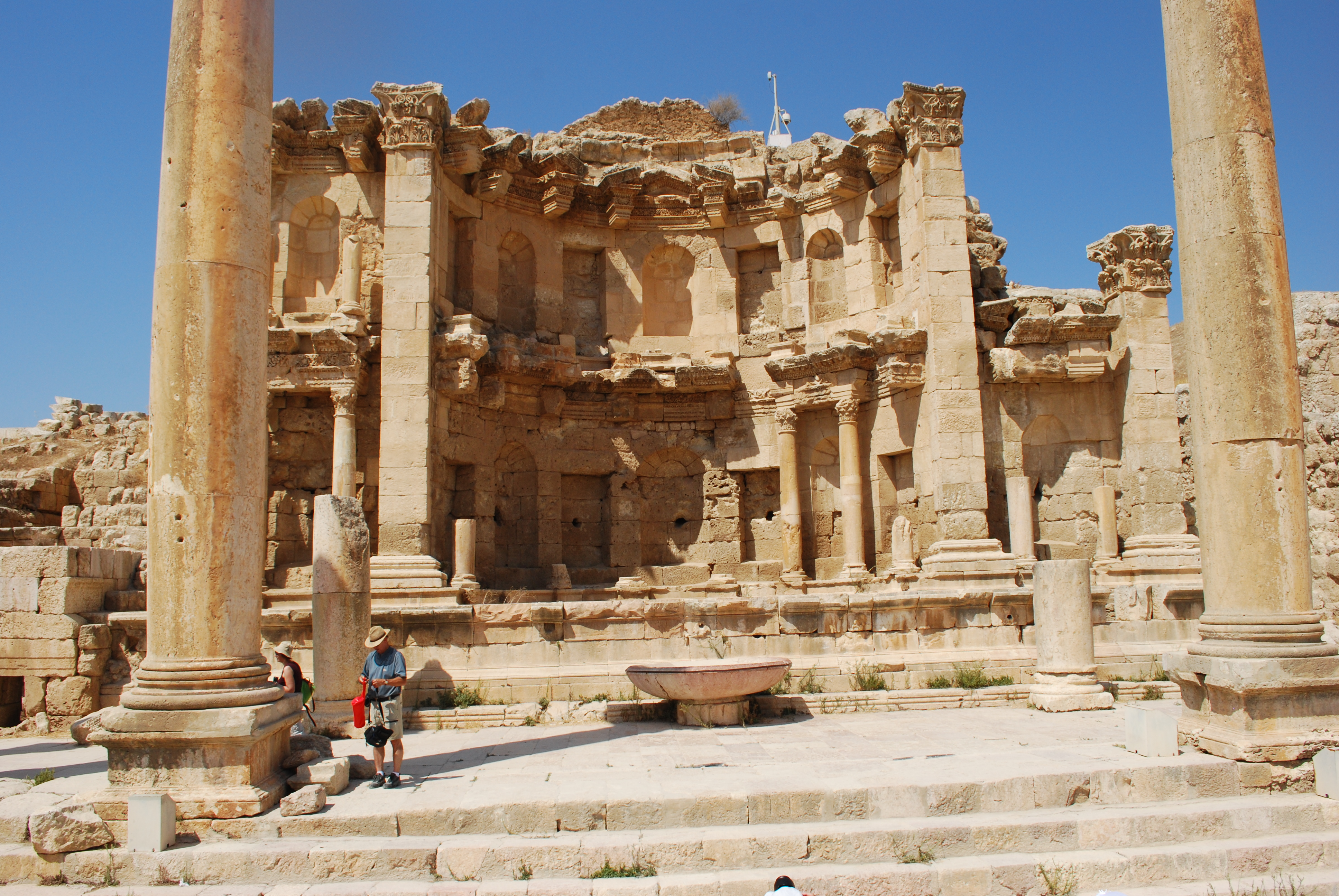
Nymphäum

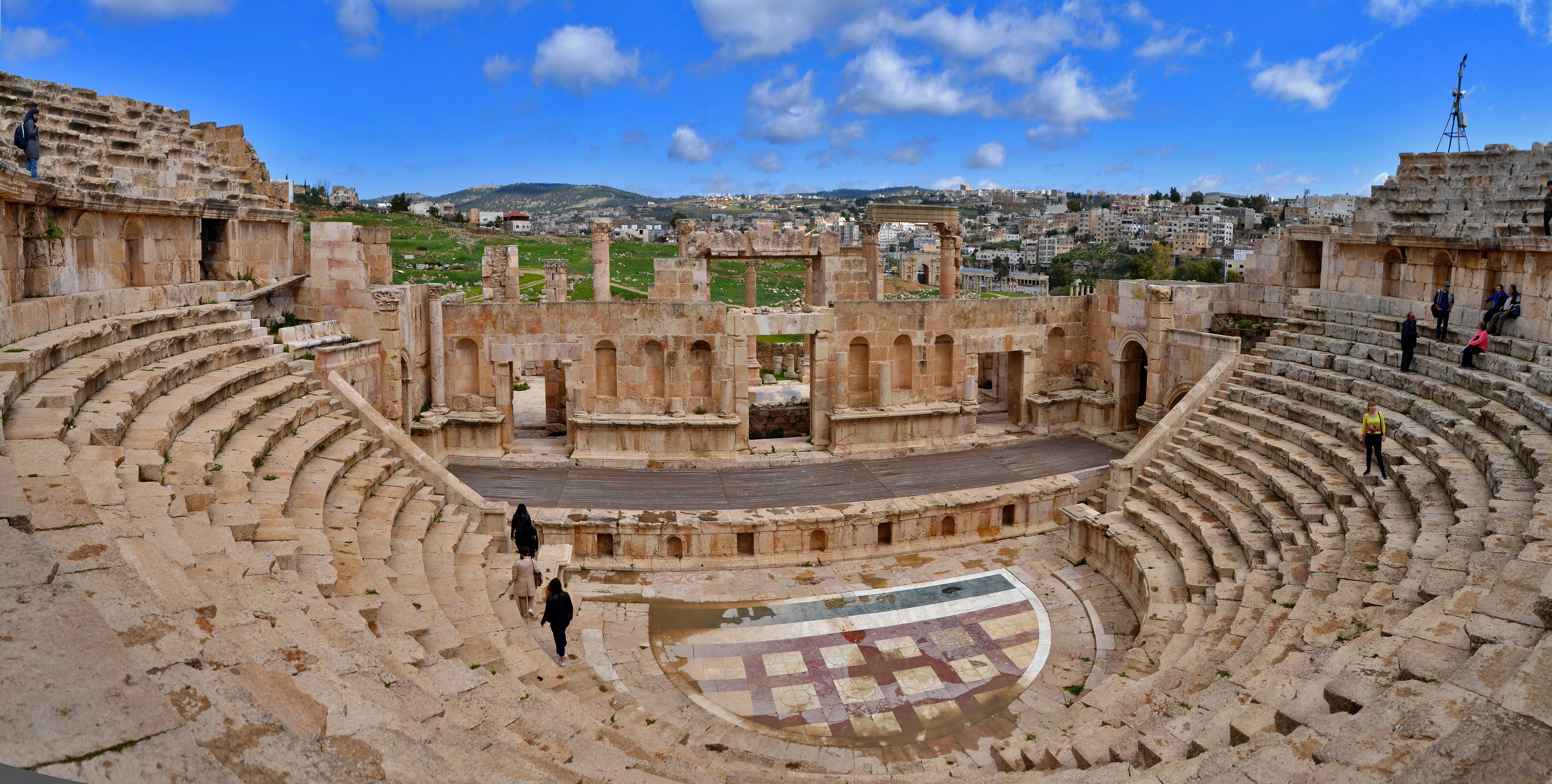
Das Nordtheater (165 n. Chr.) mit ca. 800 Plätzen

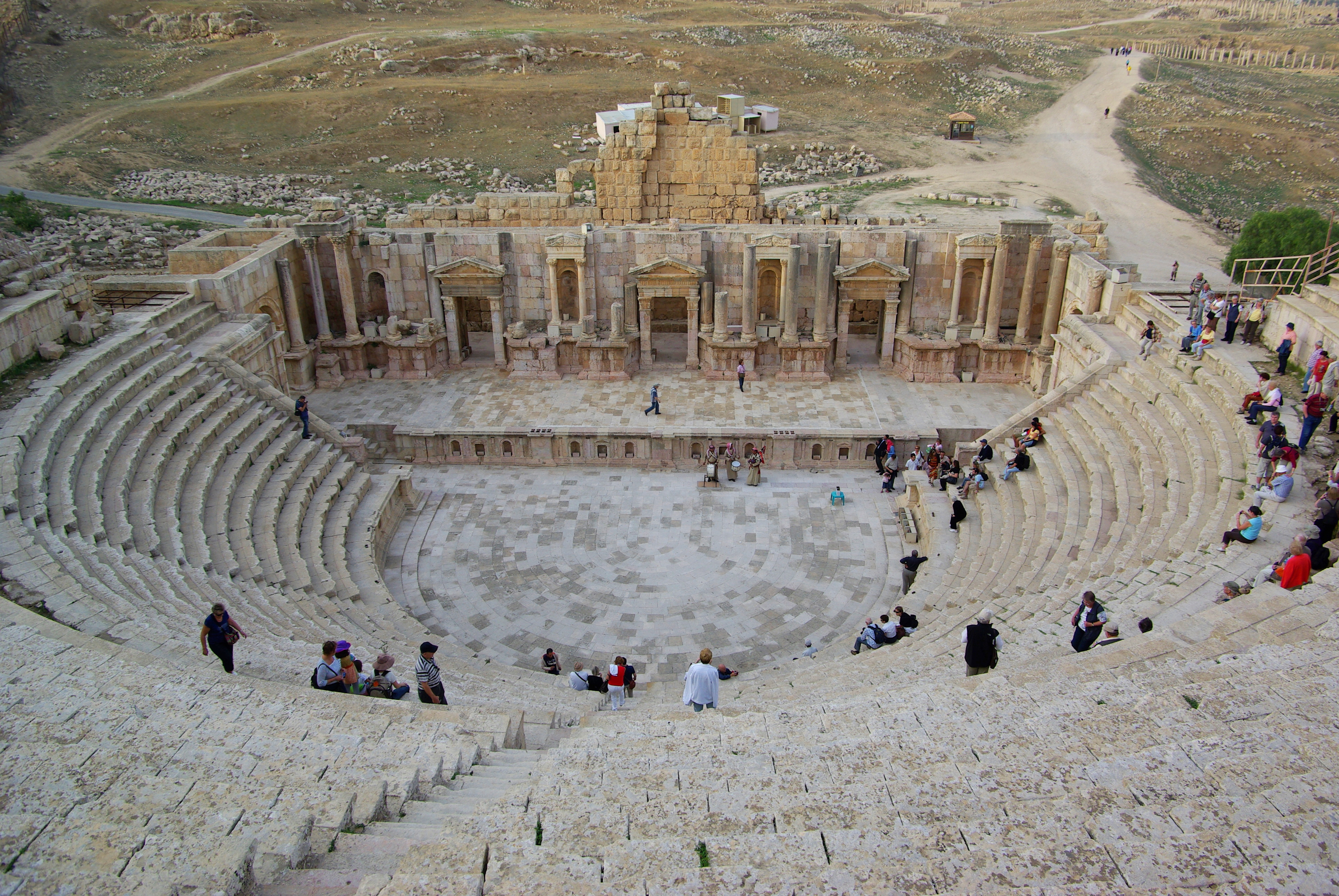
Südtheater, Gerasa

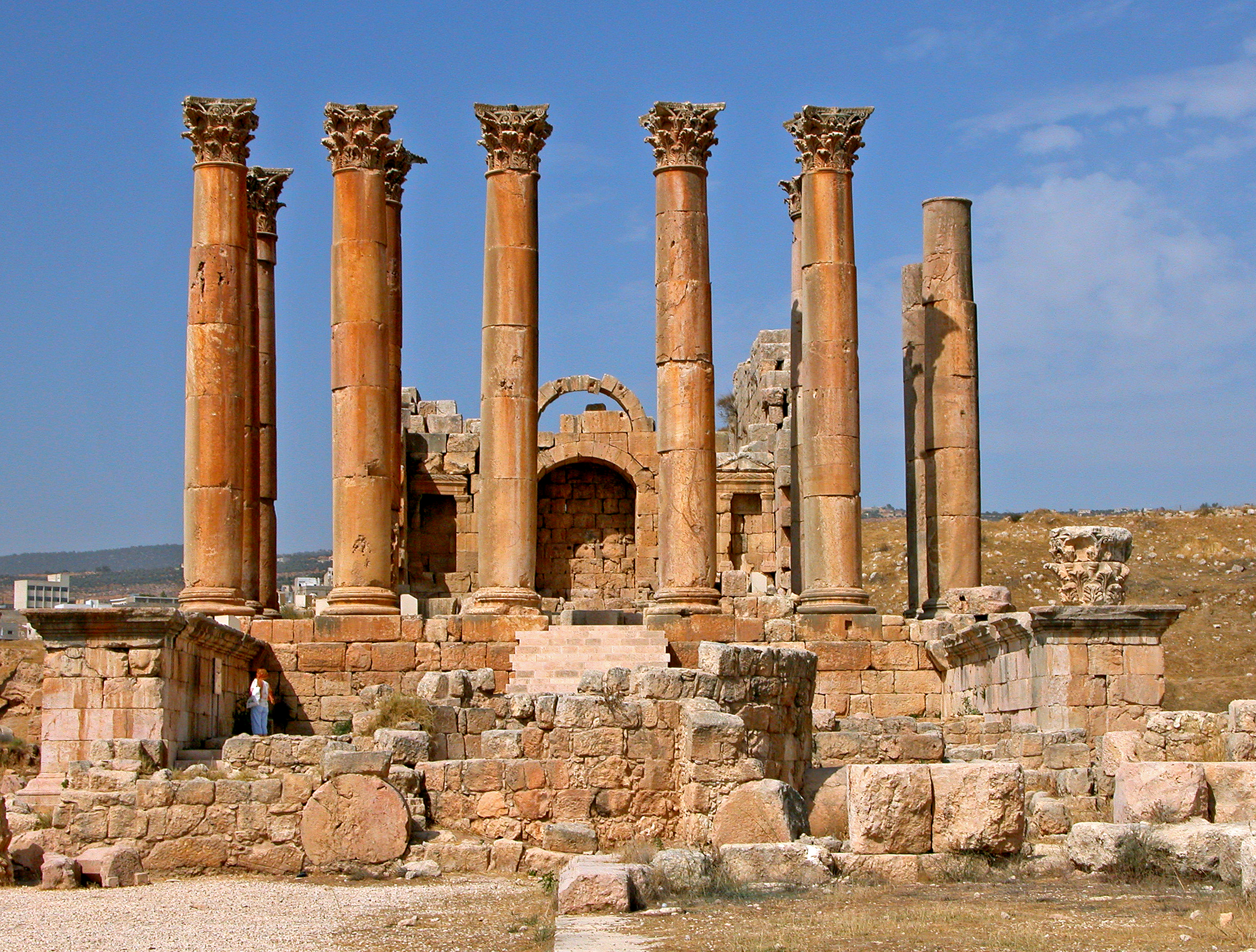
Artemis-Tempel

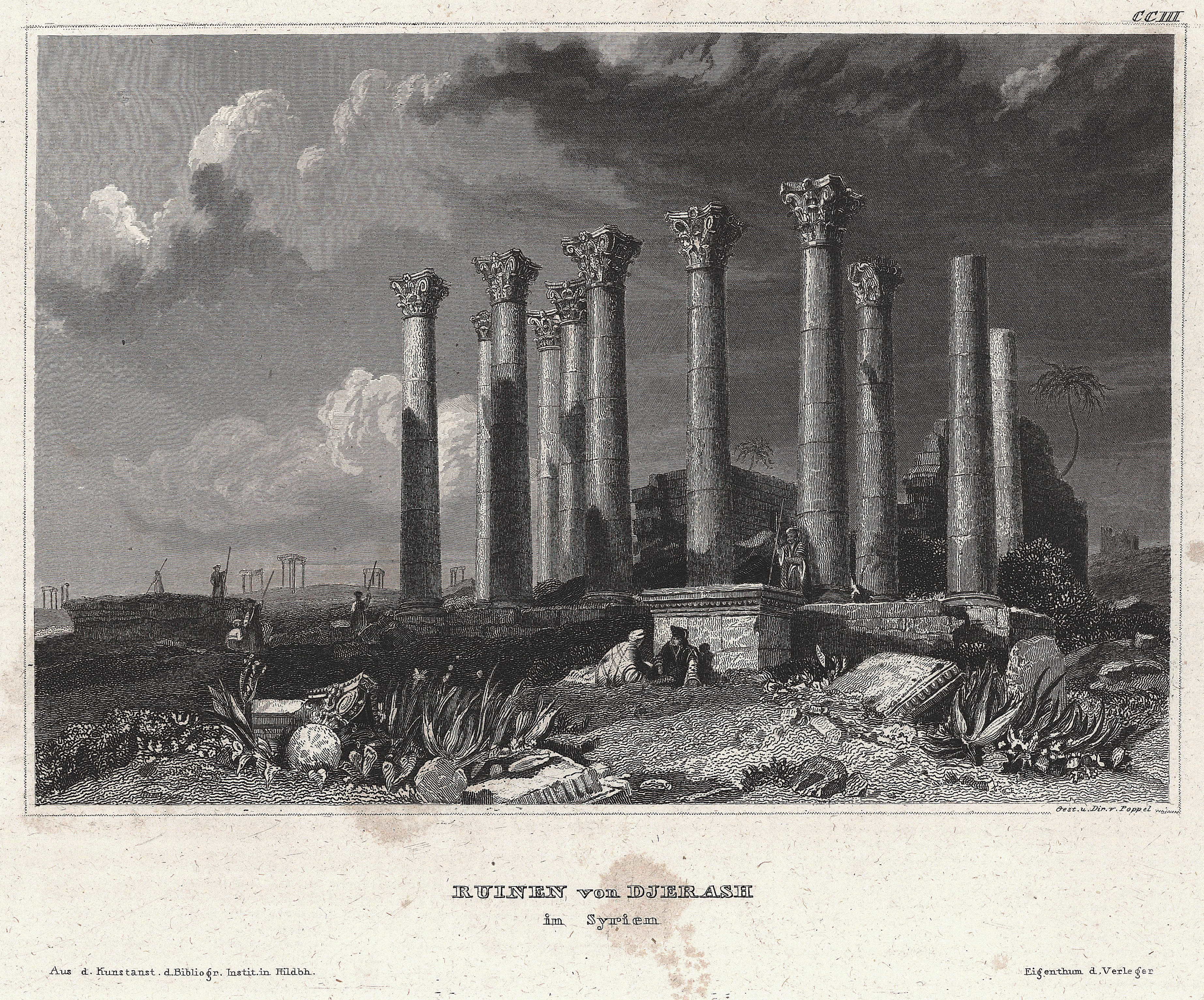
Der Tempel auf einem Stahlstich von 1838

### Heiligtümer
Inschriftlich sind für Gerasa die Kulte von mehr als einem Dutzend Gottheiten nachgewiesen, aber nur drei Heiligtümer konnten bei den Grabungen identifiziert werden. In der Nähe des Ovalen Platzes befand sich der Tempel des Zeus Olympios und in der Stadtmitte der monumentale Artemistempel. Unter den Ruinen der sogenannten Kathedrale befand sich als Vorgängerbau ein wahrscheinlich Dionysos (Duschara) geweihtes Heiligtum.

#### Tempel des Zeus Olympios
Der Tempel des Zeus Olympios befindet sich an der Ostflanke eines Hügels und wurde auf zwei Terrassen errichtet, die durch breite Treppen verbunden sind. Auf der oberen Terrasse steht der eigentliche Tempelbau, ein achtsäuliger, 162/163 fertiggestellter Peripteros, auf einem Podium. Die untere Terrasse misst 100 × 50 Meter. Hier, auf einem natürlichen Felssporn, befand sich schon seit der Eisenzeit ein Kultplatz, der aber von den seit dem 2. Jahrhundert v. Chr. erbauten Strukturen völlig überdeckt ist. Dazu gehörte ein rechteckiger, stuckverzierter Naos des frühen 1. Jahrhunderts v. Chr., dessen Spolien im 2. Jahrhundert n. Chr. als Baumaterial Verwendung fanden. Diesem Naos war ein wohl würfelförmiger Altar mit einer Seitenlänge von 5,80 Metern zugeordnet, der ringsum mit Symbolen des Zeus, der Dioskuren und des Herakles geschmückt war. Der Naos des Zeus Olympios wurde wahrscheinlich während des Jüdischen Krieges zerstört, aber durch eine Stiftung des Theon, Sohn des Demetrios im Jahr 69/70 restauriert, wobei der bisherige orientalische Dekor zugunsten klassischer Formen aufgegeben wurde. Der nächsten Zerstörung während des Bar-Kochba-Aufstands folgte direkt der Wiederaufbau, aber in reduzierter Größe und wieder in orientalischer Tradition. Dabei wurden Reste von Vorgängerbauten in die Fundamente des Neubaus integriert.
Der gesamte Hang wurde künstlich gestaltet, um den Jupitertempel an dieser Stelle errichten zu können. Sein Gelände hatte schon zuvor als Heiligtum verschiedener Gottheiten gedient. Höchstwahrscheinlich war auf dem Gelände in hellenistischer Zeit ein Zeustempel errichtet worden. Ein Indiz dafür ist, dass der Jupitertempel von seiner Lage her nicht in einen typisch römischen Stadtplan passt. Die Ruinen, die heute noch zu sehen sind, stammen aus dem 2. Jahrhundert n. Chr. Die Tempelmauern, von denen heute noch Teile stehen, sind etwa 10 Meter hoch. Der Tempelbau selbst ruhte auf einem Podest von 41 Metern Länge und 28 Metern Breite. Der syro-nabatäischen Bauweise folgend führte eine Treppe auf das Dach der Cella. Ursprünglich war das Allerheiligste von 38 Säulen umgeben, von denen heute noch drei original stehen. Weitere Säulen wurden im Rahmen des Restaurierungsprogrammes der Jordanischen Antikenverwaltung wieder aufgerichtet.

#### Tempel der Artemis
Der Kult der Artemis als Schutzgöttin (Tyche) der Stadt ist in Gerasa älter als ihr Tempel, welcher nach 150 n. Chr. über einer ehemaligen Nekropole neu errichtet wurde. Das Areal des Artemisions bedeckt mehr als 3 Hektar und misst 322 Meter in ostwestlicher und 123 Meter in nordsüdlicher Richtung. Die Hauptachse verlief in rechtem Winkel zur kolonnadengesäumten Hauptstraße Gerasas. Die Besucher näherten sich dem Tempel über eine Prozessionsstraße (via sacra), die durch zwei an Triumphbögen erinnernde Propyla auf eine breite und lange Treppe hinführte. Darauf folgte eine Zwischenterrasse, von der aus eine noch breitere Treppe zu dem von Portiken umgebenen Temenos hinaufführte, in dessen Mitte der Tempel stand, ein korinthischer Peripteros auf einer Grundfläche 53,80 × 22,70 Metern. Der Bauplan folgt dem Vorbild des Artemisions von Magnesia am Mäander; kennzeichnend ist, wie der Tempel baulich und inhaltlich mit seiner Umgebung zu einem Gesamtplan verbunden wurde. Fertiggestellt wurde zwar die dreigeteilte Cella, aber nicht der Säulenumgang; nur weil die Säulen nie ein Gebälk tragen mussten, das bei einem der zahlreichen Erdbeben eingestürzt wäre, blieben die weit ausladenden Kapitelle so gut erhalten. Von den einstmals 32 Säulen des Tempels sind elf aufrecht erhalten, davon tragen neun noch ihre korinthischen Kapitelle und ragen damit 13 Meter hoch auf. Die Cella selbst maß 23 × 40 Meter. Nördlich vor dem Tempel stand der Hauptaltar, dessen Seiten 12 × 12 Meter maßen.
Nach dem Theodosios-Edikt von 386 endete der Kult im Artemision; vom Temenos wurde Baumaterial abtransportiert, die monumentalen Treppen waren mit Schutt bedeckt und die via sacra in byzantinischer Zeit damit unpassierbar geworden. Im östlichen Propylon befand sich nun ein kirchlicher Gebäudekomplex; im Bereich der Cella deutet ein Mosaikfußboden auf ein großes öffentliches Gebäude hin. In omayyadisch-abassidischer Zeit war der Hügel ein Wohngebiet. Im 8. Jahrhundert brachen bei einem schweren Erdbeben die Stützstrukturen der Zwischenterrasse zusammen, und die darüber errichteten Gebäude stürzten ein; damit endete die Nutzung als Wohngebiet.

#### Hauptkirche („Kathedrale“)
Die älteste Kirche von Gerasa scheint um 400 erbaut worden zu sein. Der Gebäudekomplex befindet sich auf vier Terrassen. Auf der zweiten Terrasse scheint sich ein Tempel des 1. Jahrhunderts n. Chr. befunden zu haben; versuchsweise wir die hier verehrte Gottheit mit Duschara/Dionysos identifiziert. Einen Hinweis darauf bietet Epiphanios von Salamis, der im 375 schrieb, hier finde jährlich ein christliches Hochzeit-zu-Kana-Fest statt; möglicherweise sollte das christliche Weinwunder an die Stelle der Verehrung des paganen Weingottes treten.

### Wasserversorgung
Die Wasserversorgung Gerasas war komfortabel, da der Chrysorrhoas das ganze Jahr über Wasser führte und zusätzlich eine Quelle (ʿAin Karawan) im Stadtgebiet liegt. Letztere wurde im 2. Jahrhundert monumental gefasst. Ihr Wasser versorgte die Gärten auf dem Ostufer und die an Stelle der Gärten im 2. Jahrhundert n. Chr. errichteten Ostthermen. Die Wasserversorgung der Privatwohnungen war dadurch erschwert, dass diese Quelle tiefer als die Wohnbebauung lag. Anzunehmen ist daher, dass talaufwärts gelegene Quellen erschlossen wurden, deren Wasser über ein Aquaedukt und Druckleitungen ins Stadtgebiet geleitet wurde, wo es auch die Westthermen und das 198 n. Chr. erbaute Nymphäum versorgte.
Das prächtige, 22 Meter breite Nymphäum stammt ebenfalls aus dem 2. Jahrhundert. Das den Wassernymphen geweihte zweigeschossige Heiligtum ist eines der besterhaltenen Gebäude des antiken Gerasa. Das untere Stockwerk des Nymphäums war mit Marmor verkleidet. Das obere war mit Fresken verziert, die zum Teil noch erkennbar sind. Auffällig ist die Dachkonstruktion – eine Halbkuppel mit gesprengtem Giebel, die sich über einem großen Prachtbrunnen wölbt. Die Brunnenfassade wurde in Nischen unterteilt, in denen sich Statuen befanden. Einige Statuen hielten große Behälter, aus denen sich Wasser in das Bassin des Prachtbrunnens ergoss.

### Theater und Hippodrom
Im antiken Gerasa gab es drei Theater und ein Hippodrom. Das im 2. Jahrhundert n. Chr. erbaute, kleinste Theater lag etwa 2 km nördlich der Stadt bei dem Wasserbecken einer Quelle (Birketein) und war bis in christliche Zeit Ort der inschriftlich bezeugten Maiumas-Feiern.
Das Südtheater, in dem bis zu 3000 Zuschauer Platz fanden, wurde in der Regierungszeit Domitians erbaut. Historische Fotografien zeigen, dass um 1870 noch die Säulen im Obergeschoss der scaenae frons in situ standen, bevor Spolien des antiken Bühnengebäudes als Baumaterial abtransportiert wurden. Das Theater ist westlich des Zeus-Olympios-Tempels in den Hang gebaut, der obere Rang wurde über Tonnengewölbe aufgesetzt. Es gibt vier Zugänge (vomitoria). Die unteren Zuschauerränge (ima cavea) waren in vier Segmente (cavei) abgeteilt, die oberen Ränge (summa cavea) in acht. Die Bühne ist klassisch-römisch gestaltet und verfügt über zwei seitliche Bogentore (aditus maximi) sowie drei Kulissenzugänge (aula regia). Die Zuschauer wurden nicht von Sonnenlicht geblendet, da das Theater nach Norden ausgerichtet war.
Das 164/165 erbaute und unter Septimius Severus erweiterte Odeion besaß ein Sonnensegel und wurde auch für Versammlungen genutzt. Im 7. Jahrhundert richteten Töpfer in seinen Ruinen mehrere Brennöfen ein.
Zwischen dem Südtor und dem Hadriansbogen errichteten die Gerasener nach 150 n. Chr. an Stelle einer aufgelassenen Nekropole ein mit 260 Metern Länge und 76 Metern Breite eher kleines, aber wohlerhaltenes Hippodrom. Weihinschriften belegen, dass die Wettkämpfe bis ins frühe 3. Jahrhundert ausgetragen wurden.

### Wohnquartiere
Bei den Grabungen wurden fast ausschließlich Wohnbauten aus omajjadischer Zeit freigelegt, während öffentliche Bauten auch aus früheren Jahrhunderten gut erhalten sind. Erklärt wird das mit mehreren schweren Erdbeben, vor allem in den Jahren 551 und 749, denen die schlichter gebauten Wohnhäuser wenig entgegenzusetzen hatten. Beim Wiederaufbau grub man für die Fundamente bis auf den gewachsenen Fels hinunter und zerstörte dabei ältere Bebauungsschichten. Seltene Ausnahme ist nach 150 n. Chr. datiertes Hofhaus nördlich der Propylon-Kirche, das in byzantinischer und in omayyadischer Zeit umgebaut und möglicherweise auch als Moschee genutzt wurde.

### Weitere Bauwerke
- Der Cardo Maximus aus dem ersten nachchristlichen Jahrhundert, eine 800 Meter lange, gepflasterte Hauptstraße zwischen dem Marktplatz und dem nördlichen Stadttor (erbaut 115). Sie war von einem Säulengang gesäumt, von dem heute noch 500 Säulen erhalten sind.
- Das Nordtheater mit ca. 800 Plätzen

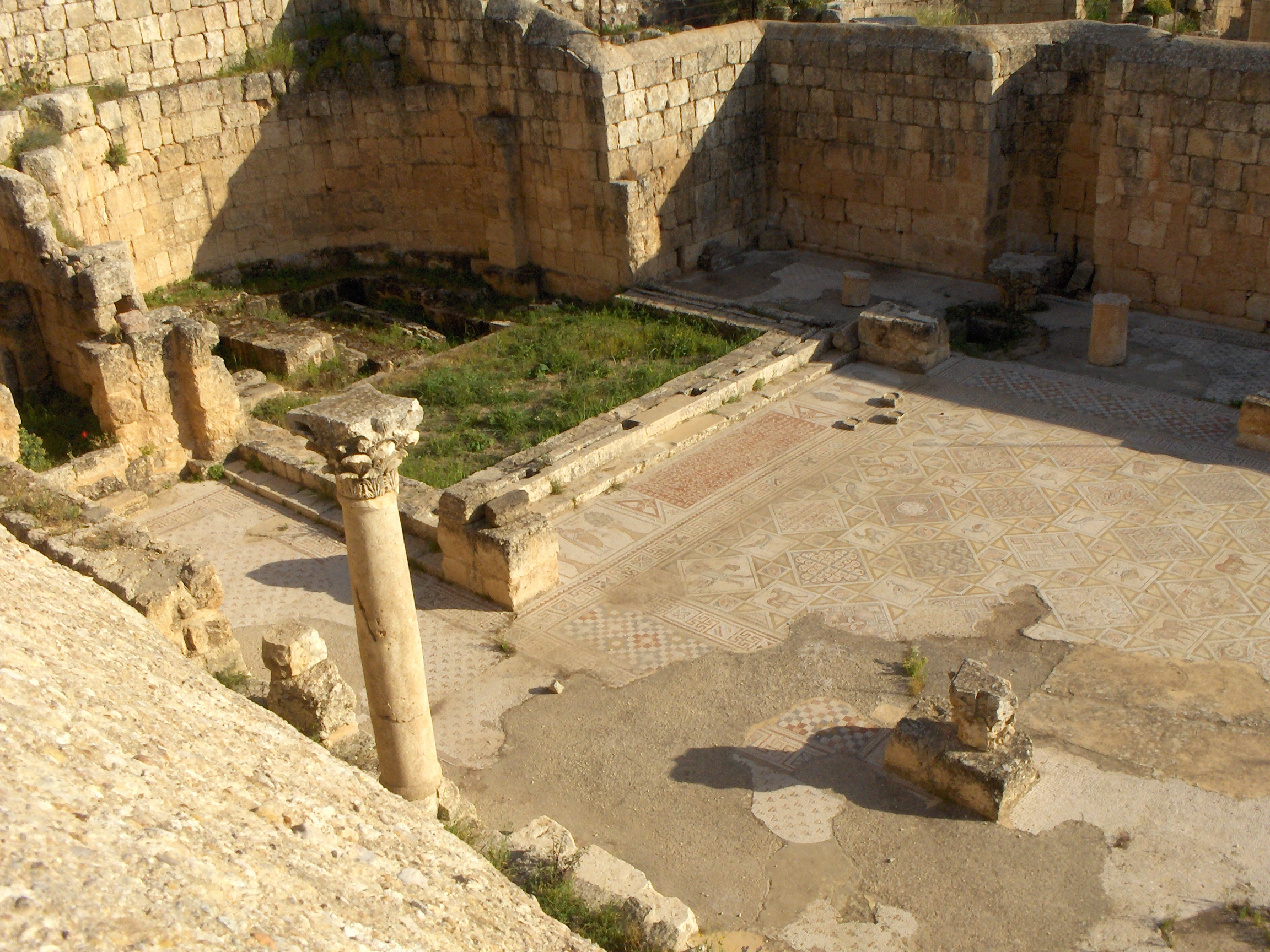
Kirche St. Cosmas und Damian

Zahlreiche spätantike Kirchen, vor allem aus der Zeit Kaiser Justinians (527 bis 565), mit teilweise gut erhaltenen Mosaikböden:
- Die sogenannte Kathedrale, eine dreischiffige Säulenbasilika aus dem späten 4. Jahrhundert
- Die Theodosiuskirche, Basilika mit hohen korinthischen Säulen, 494–496
- Prokopioskirche, um 526/527
- Georgskirche, von 529
- Synagogenkirche, um 530/531 zur Kirche umgebaute Synagoge
- Johanneskirche von 531, ein Rundbau mit ca. 24 × 30 Metern
- St. Cosmas und Damian, um 533, mit besonders schönem Mosaikboden
- Peter-und-Paul-Kirche (Säulenbasilika), um 540, daneben Gedächtniskirche (Hallenkirche)
- Propyläenkirche, um 560
- Kirche des Bischofs Genesius von 611

## Biblische Erwähnung
Nach dem Markusevangelium (5,1 ) und dem Lukasevangelium (8,26 ) heilte Jesus in der Gegend von Gerasa einen von vielen Dämonen besessenen Menschen, der in Grabhöhlen lebte. Die Dämonen fuhren in eine Herde Säue, die sich daraufhin in den nahen See Genezareth stürzten und ertranken. Dass die Evangelisten irrtümlicherweise Gerasa am Ufer des See Genezareth lokalisieren, wird in der Wissenschaft als Indiz schlechter Ortskenntnis der Verfasser gewertet, die also wahrscheinlich nicht aus Palästina stammten. Schon früh korrigierten Handschriften diese Ortsangabe und boten einige Varianten, unter anderem das heute unbekannte Gergesa. Der Evangelist Matthäus (Kap. 8,28) lokalisiert die Erzählung hingegen in die Gegend von Gadara, südöstlich des Sees Genezareth.

## Forschungsgeschichte
Nachdem Ulrich Jasper Seetzen 1806 Dscherrâsch mit dem antiken Gerasa identifiziert hatte, beschrieb Johann Ludwig Burckhardt 1812 die Ruinen der Stadt und fertigte den ersten Lageplan von Gerasa an. Im 19. Jahrhundert gehörte Gerasa dann zum Programm vieler Reisender im Ostjordanland. Gottlieb Schumacher beschrieb 1902 das Tscherkessendorf auf dem Ostufer und das Ruinengelände auf dem Westufer des Wadi Jerasch und fertigte Pläne, Fotografien, Längs- und Querprofile davon an. Die ersten archäologischen Grabungen brachten 1907 in einem Privathaus von Gerasa ein prachtvolles Mosaik mit Darstellungen von Musen, Dichtern und dionysischen Szenen (2./3. Jahrhundert) ans Licht, das direkt nach seiner Freilegung zerteilt wurde. Einige Teile befinden sich im Berliner Pergamonmuseum, andere im Stark Museum of Art (Orange TX).

Gerasa-Mosaik im Pergamonmuseum
Fruchtgirlande mit Muse und Dichter
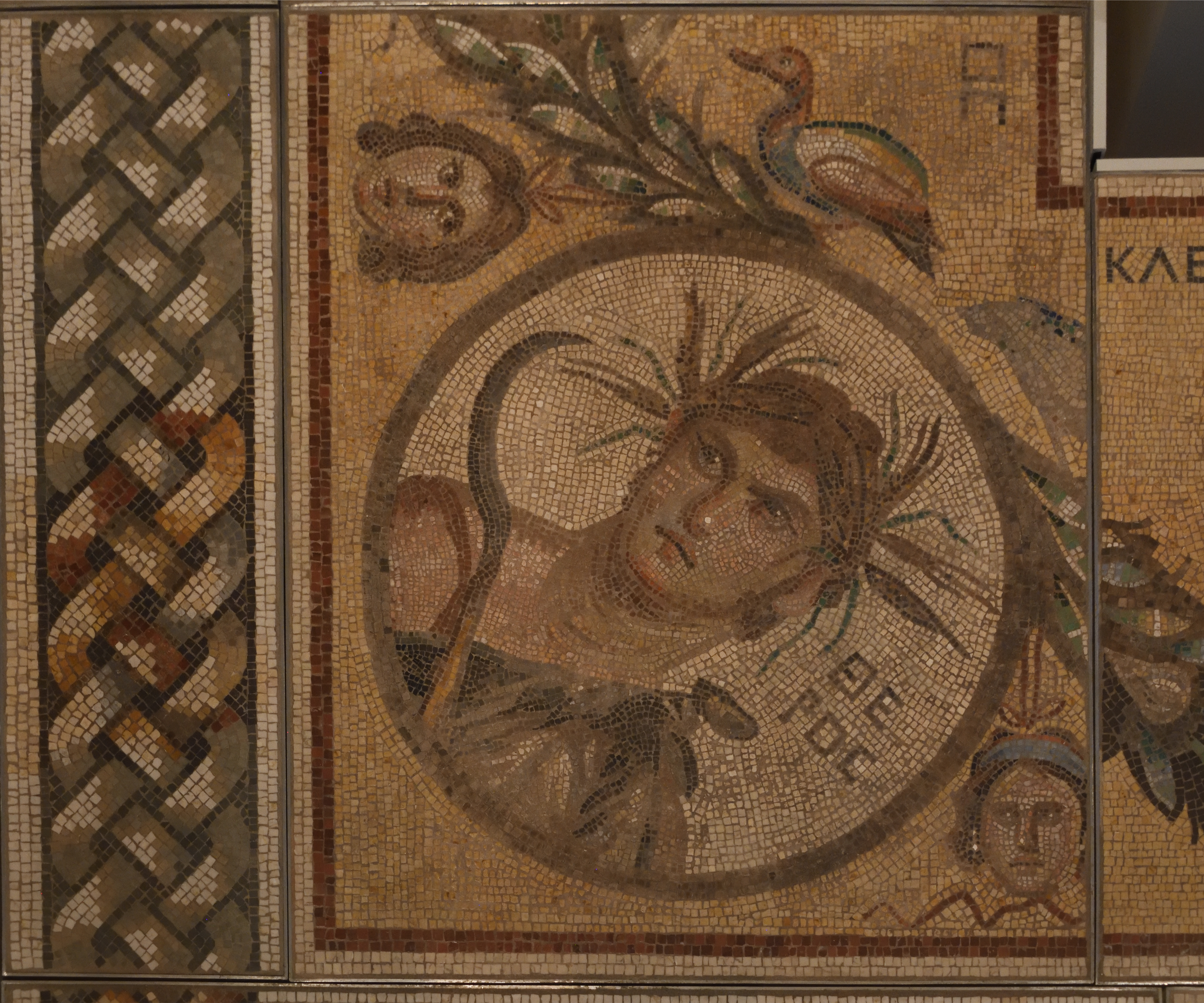
Personifikation des Sommers
Dionysischer Festzug

In der britischen Mandatszeit begannen 1928 groß angelegte Ausgrabungen in Gerasa als Gemeinschaftsunternehmen der British School of Archaeology in Jerusalem und der Yale University unter Leitung von John W. Crowfoot und Benjamin W. Bacon; das Interesse galt vor allem den byzantinischen Kirchen. Nach zwei gemeinsamen Kampagnen traten 1930 die American Schools of Oriental Research an die Stelle der britischen Ausgräber. Nun ging es vor allem um die Ruinen der römischen Kaiserzeit. Der von Carl H. Kraeling 1938 veröffentlichte Abschlussbericht war das langjährige Standardwerk zur Archäologie Gerasas. Aus dem Grabungstagebuch von Clarence Fisher, einem Mitglied der britisch-amerikanischen Joint Commission, geht hervor, dass die Ausgräber auf Spuren der Besiedlung Gerasas im 12./13. Jahrhundert stießen. Im Abschlussbericht Kraelings kommen diese aber nicht vor; das Erdbeben von 749 markiert vielmehr als das Ende der römisch-byzantinischen Stadt. Kraeling trug damit zu einem Narrativ des Niedergangs der glanzvollen Dekapolisstadt unter byzantinischer und erst recht unter arabischer Herrschaft bei.
Das 1950 proklamierte Haschemitische Königreich Jordanien interpretierte Gerasa neben Petra als Teil des nationalen kulturellen Erbes; Banknoten und Briefmarken mit Motiven aus Gerasa wurden gedruckt – letztere auch mit der Absicht, den Tourismus zu fördern. Um ein eindrucksvolles Fotomotiv zu schaffen, räumte jordanisches Militär in den 1960er Jahren die Hauptstraßen des antiken Gerasa frei und richtete die Säulen der beidseitigen Kolonnaden wieder auf.
Die in den 1980er Jahren unter Leitung der jordanischen Altertümerbehörde wieder aufgenommenen Arbeiten zahlreicher amerikanischer und europäischer Ausgrabungsteams befassten sich erstmals auch mit der frühislamischen Zeit; ausdrücklich rückte diese in dem von Alan Walmsley initiierten Islamic Jarash Project in den Fokus. Im Jahr 2010 begannen dänisch-deutsche Ausgrabungen im Nordwesten des Stadtgebiets. Sie legten unter anderem ein omayyadisches Wohngebiet frei. Seit 2015 untersucht das Late Antique Jarash Project die Entwicklung eines Wohngebiets im Südwesten der Stadt in der longue durée (in drei Kampagnen bis 2022 wurden Befunde vom 1. Jahrhundert v. Chr. bis zum 10. Jahrhundert dokumentiert).